# 周承诲
周承诲（9世纪？—903年2月6日），唐朝末年禁军将领，被唐昭宗赐姓名为李继诲。
周承诲原为右军清远都将。孙德昭为了诛杀废黜唐昭宗的宦官刘季述，结交董彦弼、周承诲，商量在除夕夜里伏兵安福门外，俟机行事。天复元年（901年）正月初一，周承诲捉获刘季述。唐昭宗复位，正月初六，朝廷任命周承诲为岭南西道节度使，赐姓名为李继诲，为同平章事。宰相崔胤想要让宰相统领禁军。昭宗召集李继昭（即孙德昭）、李继诲、李彦弼（即董彦弼）商量，他们都说：“我等数世在军队中任职，没有听说过书生担任军队的主帅，如果把军队隶属于南司，一定会有很多变易更张，不如把军队归北司掌管较为方便。”昭宗于是说：“将士们的意见不愿隶属于文臣，卿等不要再坚决要求了。”于是任命宦官枢密使韩全诲左军中尉、凤翔监军，凤翔监军使张彦弘为右军中尉。八月，韩全诲密谋用武力挟制昭宗，于是与李继诲、李彦弼、李继筠深相交结。十一月，韩全诲、李继诲等人将昭宗劫持到李茂贞的凤翔。
天复二年（901年）十二月二十五日，昭宗召集李茂贞、苏检、李继诲、李彦弼、李继岌、李继远、李继忠吃饭，商议与朱全忠和解，昭宗说：“十六宅诸王以下，每天冻饿死的有好几个人；在内诸王及公主、妃嫔、一天吃粥，一天吃汤饼，现在也完了。卿等意下如何？”李茂贞等都不回答。天复三年正月初六戊申（903年2月6日），李茂贞请求杀死韩全诲等，与朱全忠和好，护送昭宗回长安。昭宗派遣宦官率领凤翔兵卒四十人拘捕韩全诲等，将他们斩首。当晚，又将李继筠、李继诲、李彦弼及皇宫内诸司使韩处廷等十六人斩首。